# Heterotis laevis
Heterotis laevis är en tvåhjärtbladig växtart som beskrevs av George Bentham. Heterotis laevis ingår i släktet Heterotis och familjen Melastomataceae. Inga underarter finns listade i Catalogue of Life.